# Friedhof (Marktschellenberg)

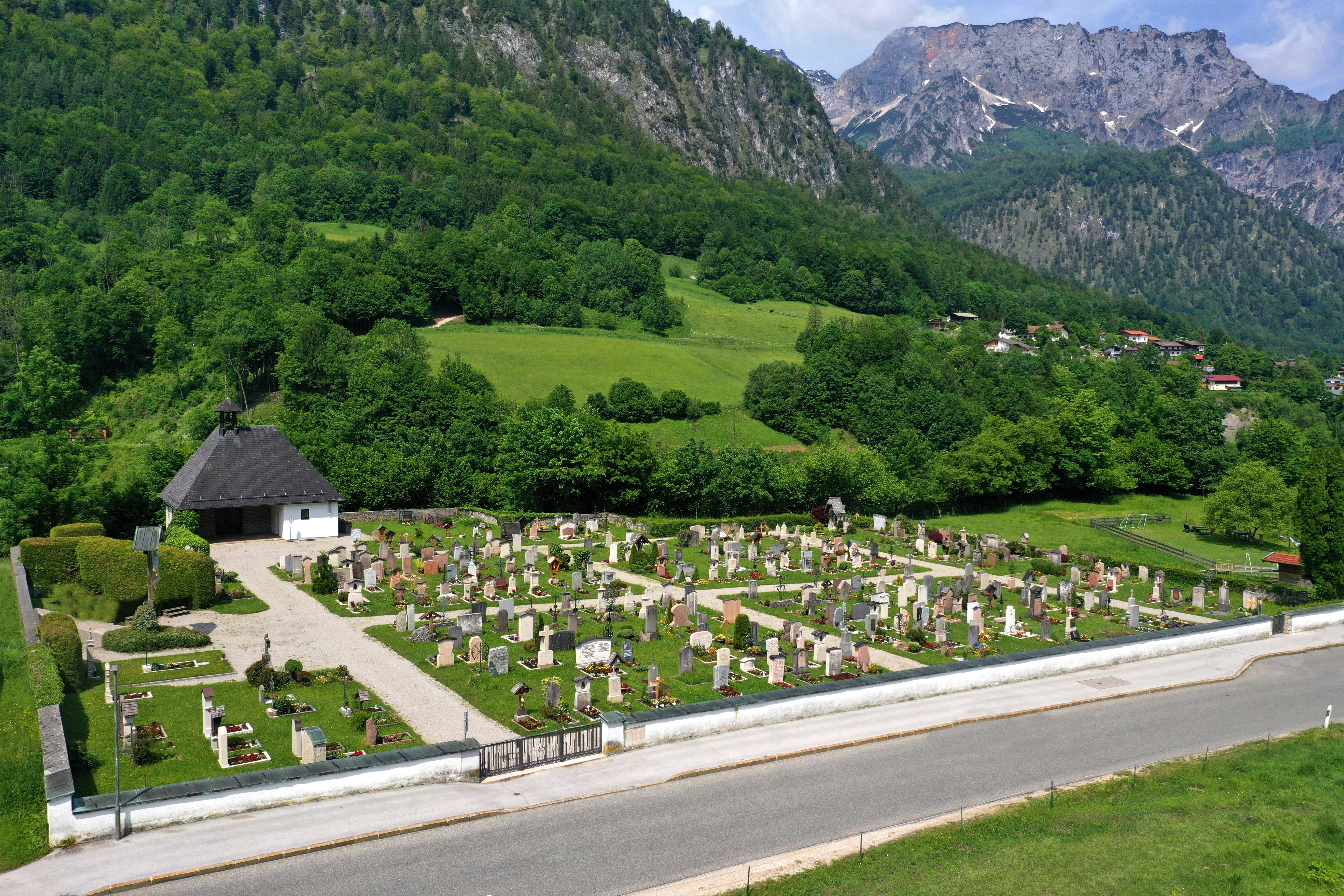
Friedhofsanlage mit Untersberg

Der Friedhof in Marktschellenberg ist eine Einrichtung der Gemeinde Marktschellenberg im Landkreis Berchtesgadener Land.

## Lage
Der Friedhof ist in der Tiefenbachstraße 10 in Marktschellenberg gegenüber dem Hauptgebäude des Zistler Lehens, die für ihn zuständige Friedhofsverwaltung im Marktschellenberger Rathaus.

## Geschichte
Der erste Friedhof in Marktschellenberg wurde rund um die Pfarrkirche St. Nikolaus und St. Ulrich  errichtet und am 9. Juni 1510 vom Bischof von Chiemsee Berthold Pürstinger eingeweiht.
Nachdem die Platzverhältnisse im Friedhof eine weitere Verwendung nicht mehr zuließen, wurde nach den Planunterlagen der Friedhofsverwaltung bereits im Januar 1861 ein Plan über
die Errichtung eines „Gottes-Ackers“ unterhalb des Zistler-Lehens in Schellenberg erstellt. Darin war auch der Bau einer „Leichen-Kapelle“ einbezogen. In dem Führer durch die Pfarrkirche in Schellenberg vom Marktschellenberger Pfarrer Benno Utzmeier wird erwähnt, dass 1872 die alten Kirchengrabsteine versetzt und mit dem Bau des „Leichenhauses“ begonnen wurde. Dieses Leichenhaus muss wohl bis zum Bau des neuen Gebäudes 1962 Verwendung gefunden haben. (Laut A. Helm wurde der neue Friedhof 1865 angelegt und 1872 das erste Leichenhaus hierfür errichtet.)
Von der früheren Schellenberger Friedhofskapelle steht derzeit nur eine Aufnahme zur Verfügung. Der Altar der im Foto abgebildeten Kapelle dient heute in der Pfarrkirche St. Nikolaus als Hauptaltar.
Laut den Akten der Friedhofsverwaltung hatte man im Dezember 1947 einen Bestandsplan des „Leichenhauses“ (siehe Abb. unten „ehemalige Friedhofskapelle“) gefertigt mit dem Hintergedanken, dieses Leichenhaus den neuzeitlichen Verhältnissen anzupassen. Die fehlenden Geldmittel zwangen die Gemeinde jedoch dazu, das Vorhaben zunächst hinauszuschieben.

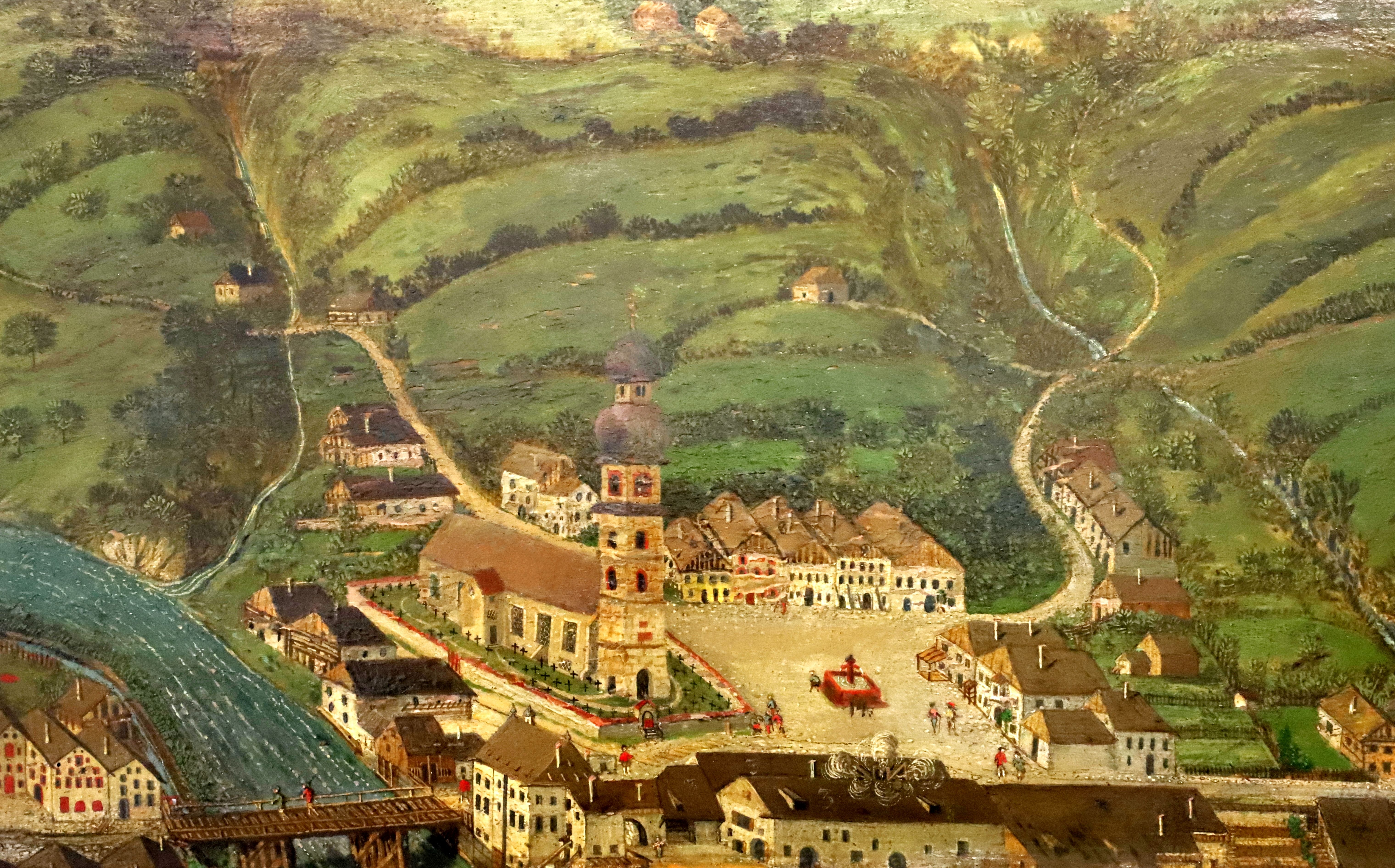
Pfarrkirche St. Nikolaus vor 1817 mit Marktplatz, innerhalb der Außenmauer ist der einstige Kirch- bzw. Friedhof eingezeichnet
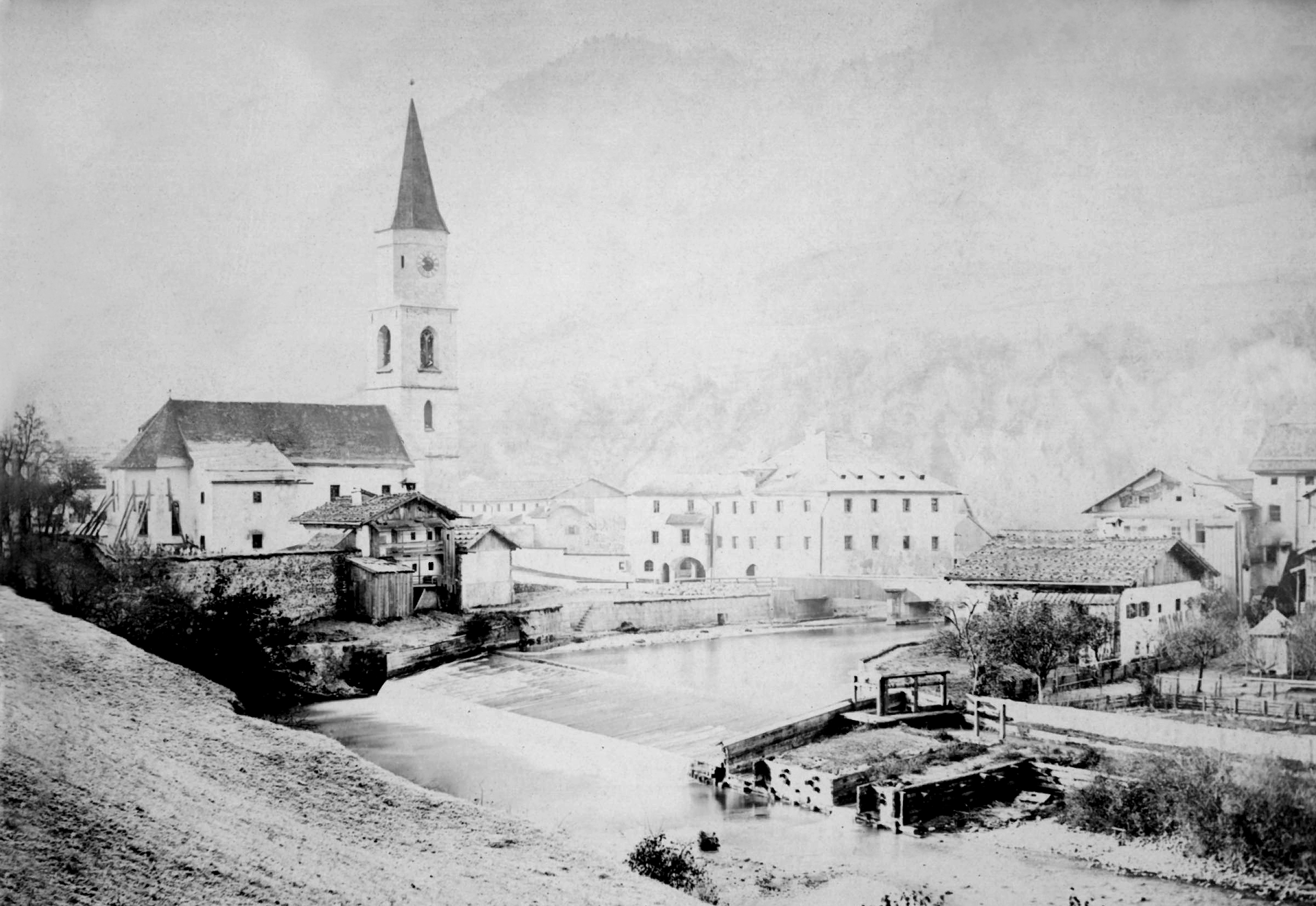
Baufällige Pfarrkirche kurz vor ihrem Abriss 1869; links im Bild hinter der Außenmauer sind noch die Spitzen einiger Grabkreuze zu erkennen.
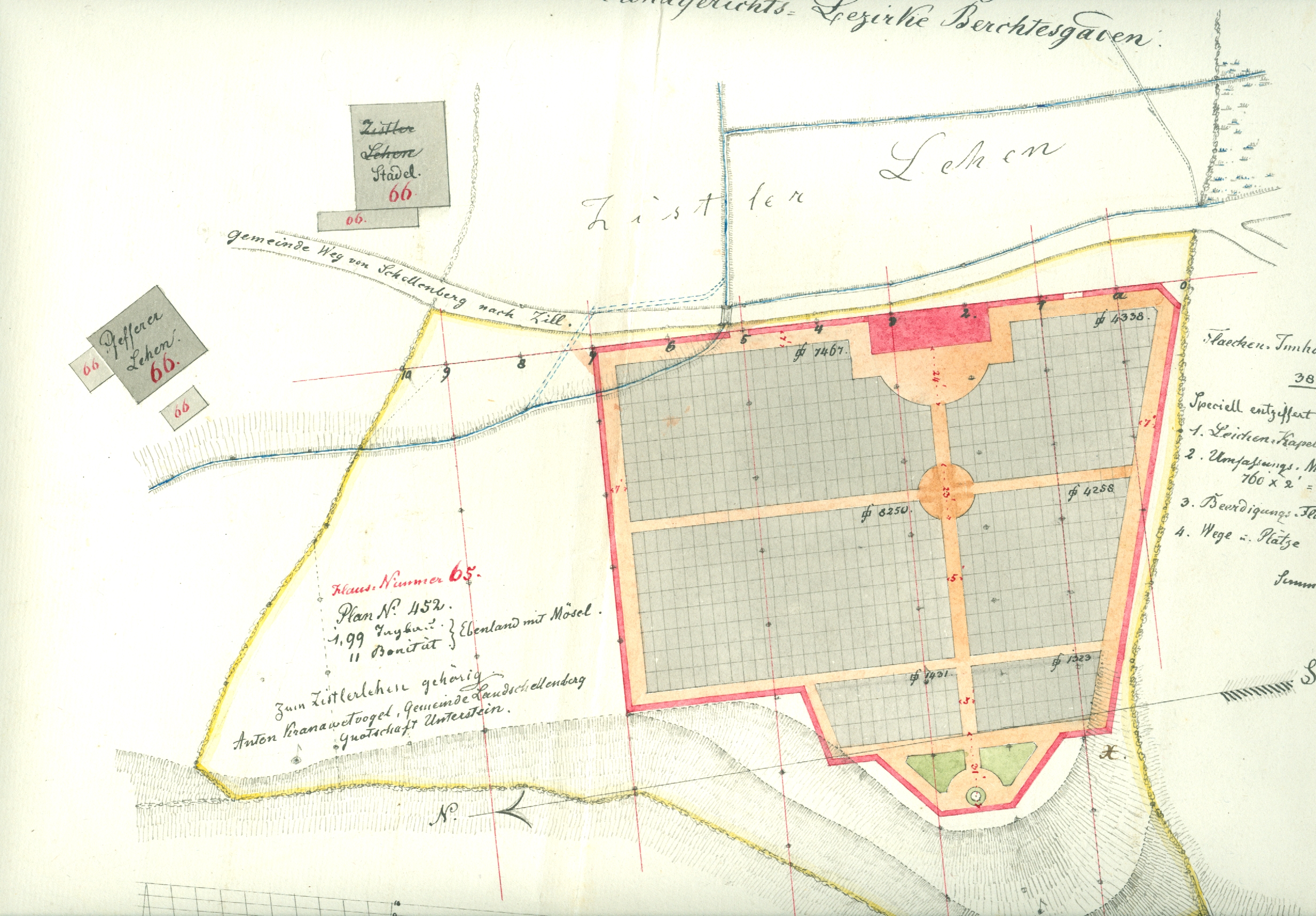
Plan von 1861 zum Bau des „Gottesackers“ auf einem Feld des Zistler Lehens, der aber so nicht genau zur Ausführung kam.
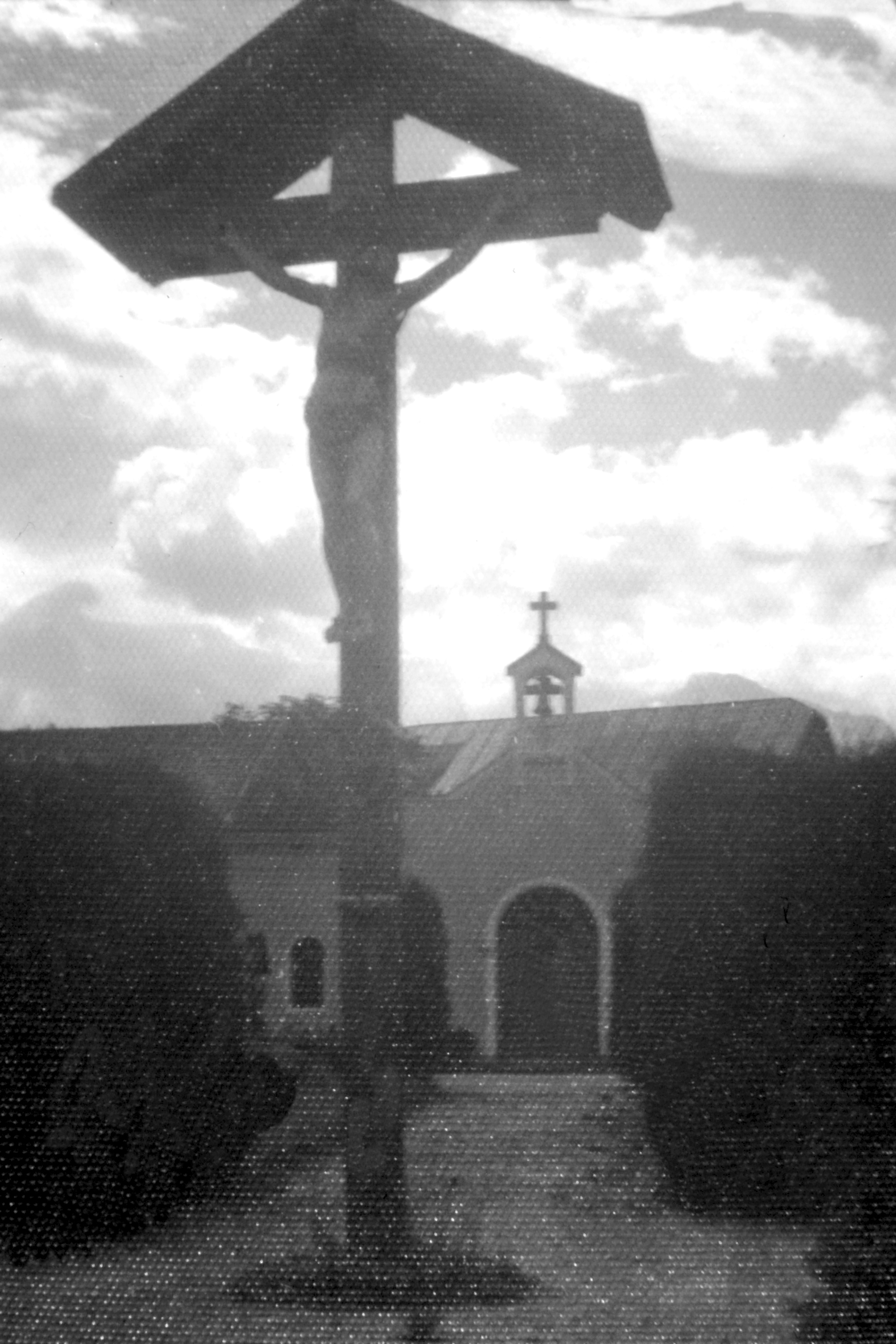
Im Hintergrund die ehemalige Friedhofskapelle Marktschellenberg mit dem „Totenkammerl“. (Um 1930)
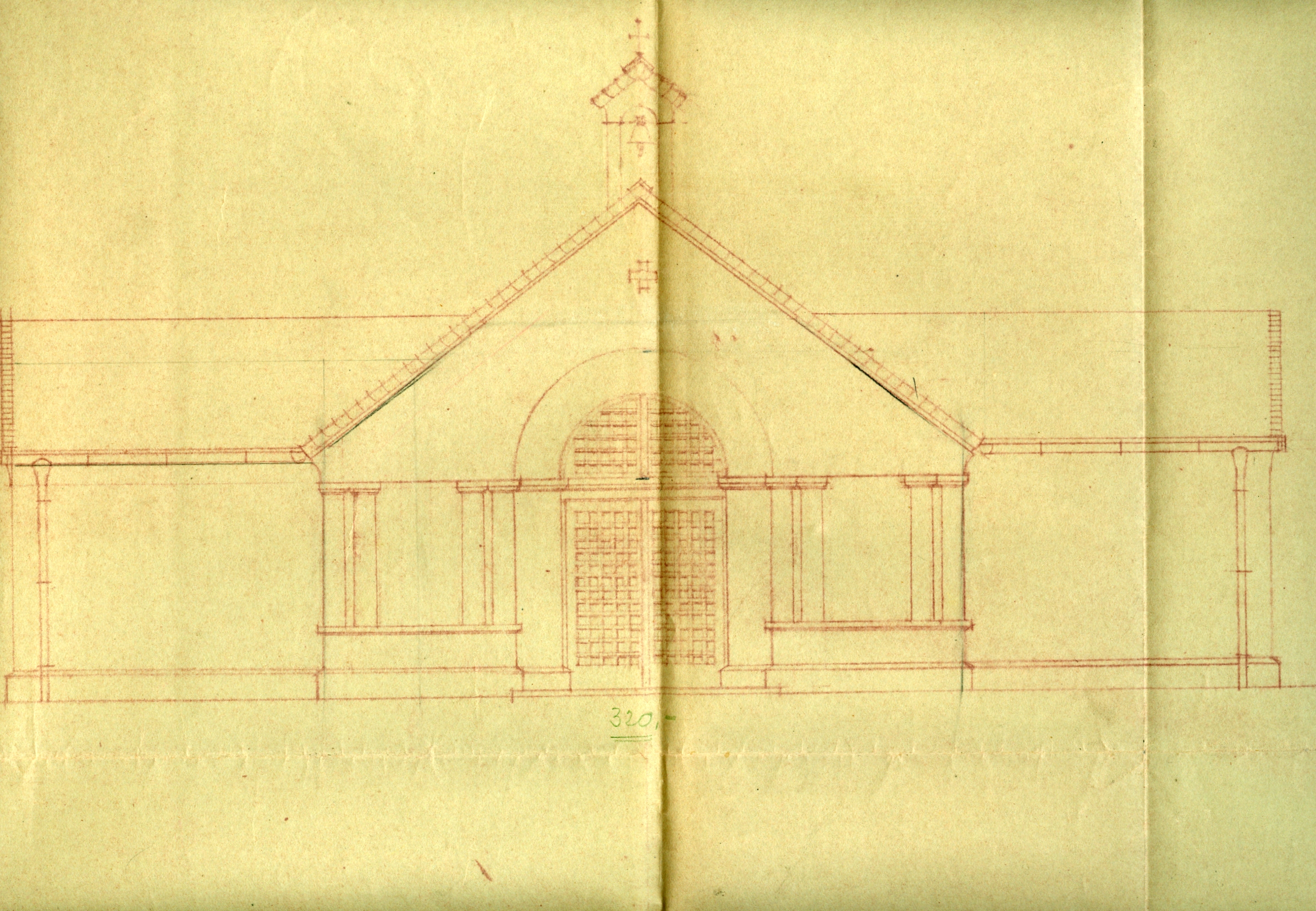
Bauzeichnung des Ist-Bestands der ehemaligen Friedhofskapelle (um 1947)

Bürgermeister Gadringer berichtete am Sonntag, den 1. April 1962 in einer öffentlichen Versammlung von den Forderungen des Landratsamts des damaligen Landkreises Berchtesgaden, dass ein neues Leichenhaus zu errichten wäre. Anschließend bat er um Spenden, damit das Vorhaben überhaupt eine Chance haben konnte, zu gelingen – denn die Geldmittel der Gemeinde waren nach wie vor beschränkt. Aufgrund der Spendenbereitschaft und anderweitiger Unterstützung kam es noch 1962 zum Baubeginn des jetzigen Leichenhauses, das inzwischen einige Male saniert wurde, um die gesetzlichen Forderungen zu erfüllen.

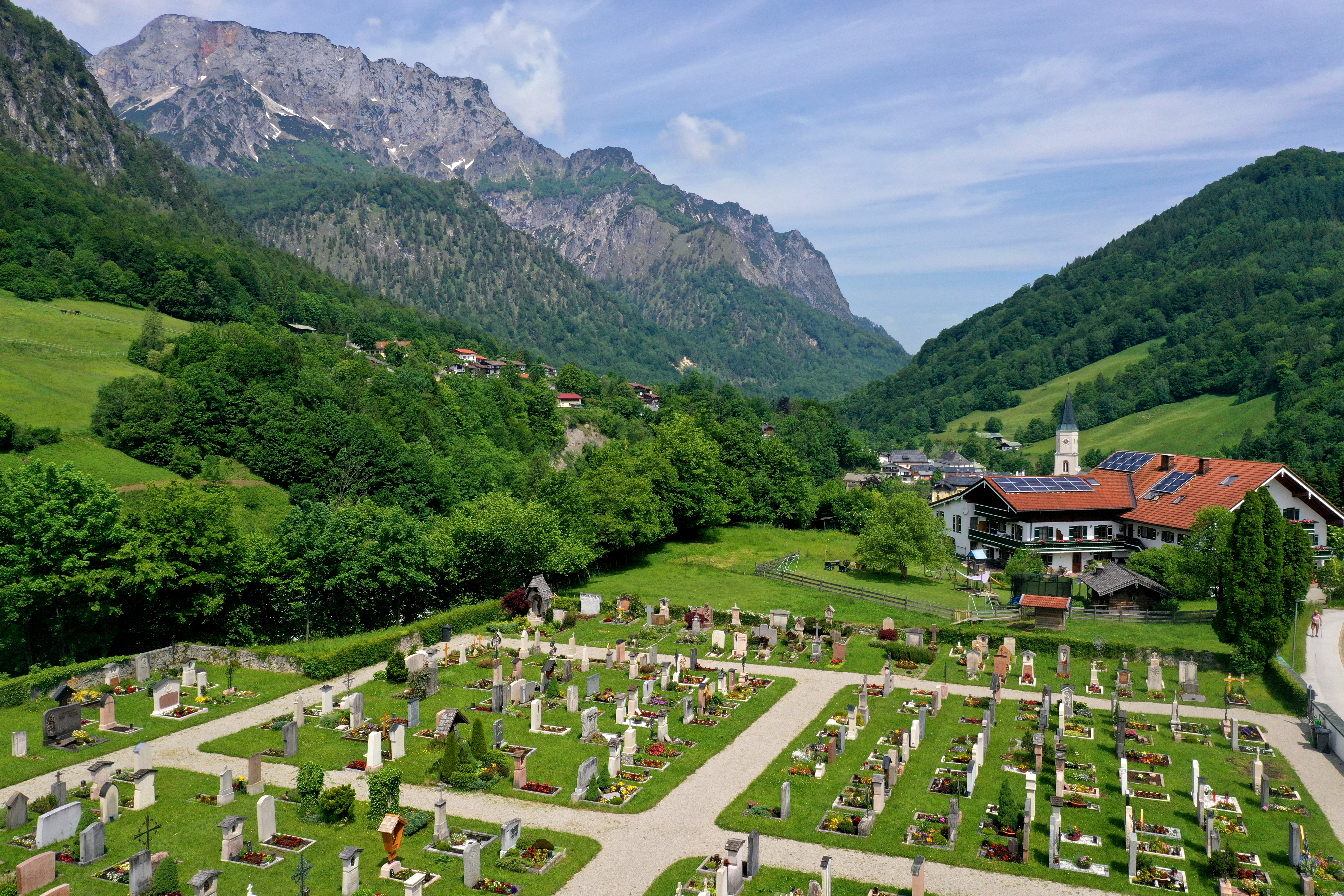
Friedhofsanlage mit Blick nach Norden
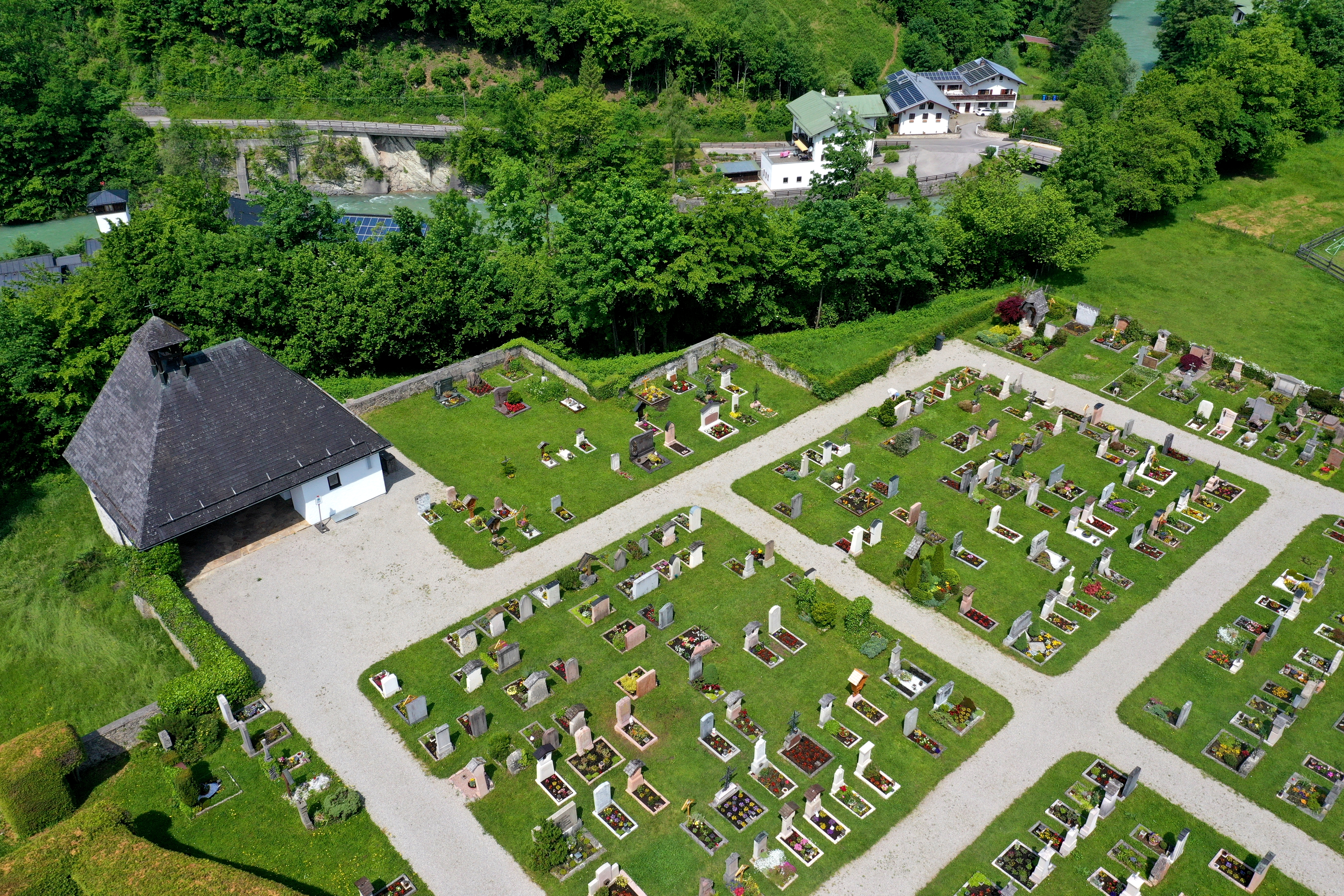
Friedhof, linker Teil mit Kapelle (Draufsicht)
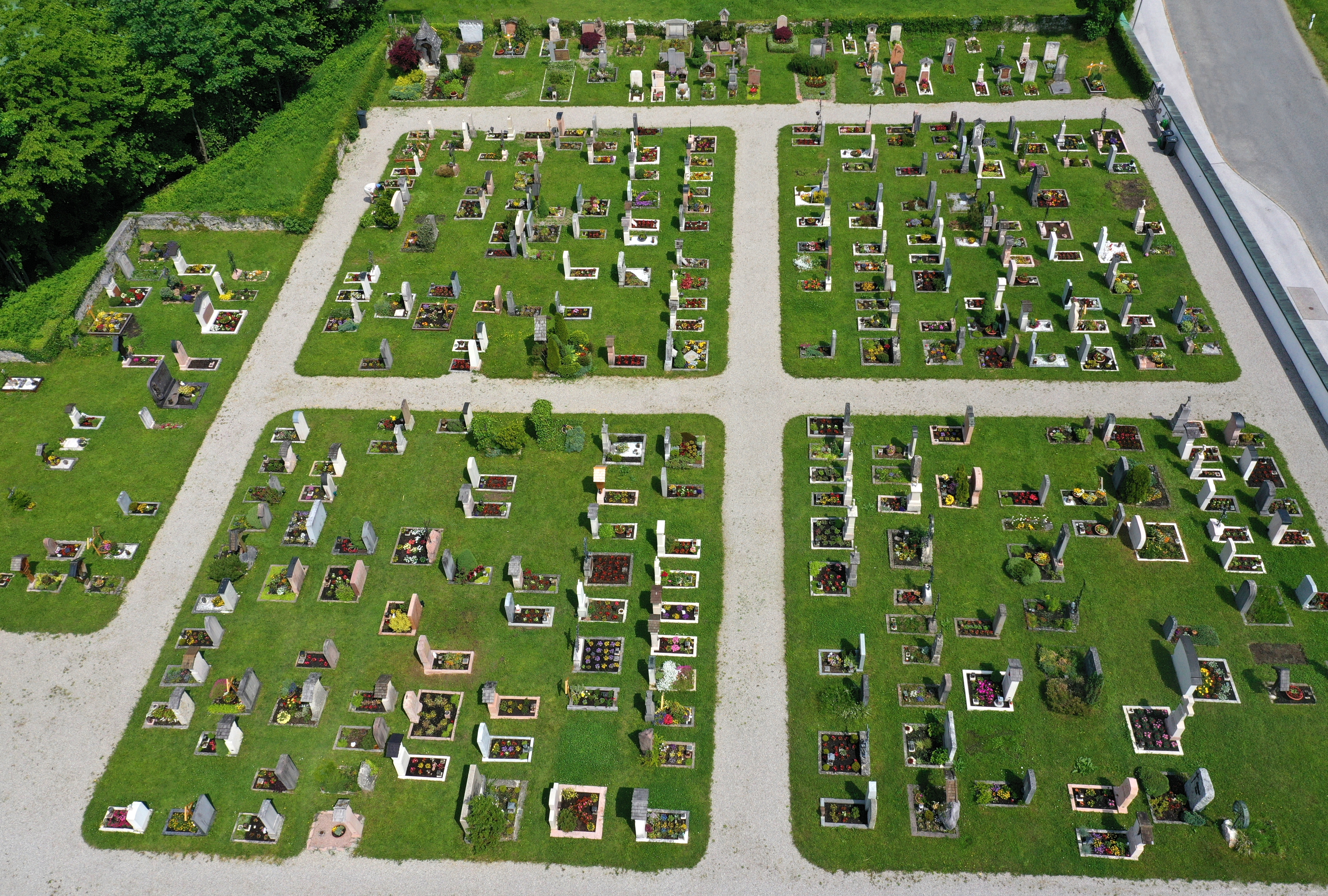
Friedhof, rechter Hauptteil (Draufsicht)
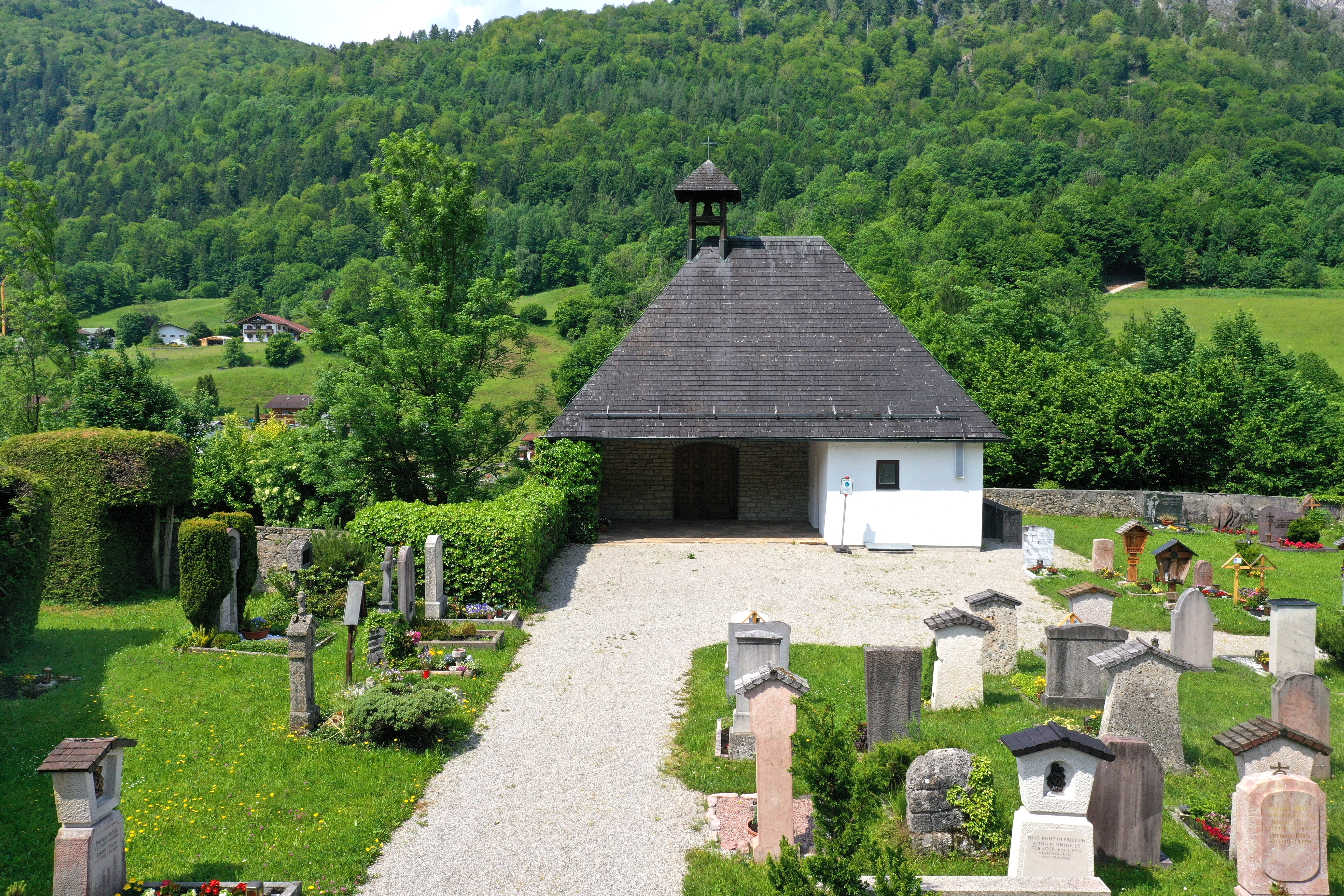
Friedhofskapelle (2021)